# Tobias Hegewald
Tobias Hegewald, né le 3 août 1989 est un pilote automobile allemand.

## Carrière automobile
- 2005 : Formule BMW ADAC, 20e
- 2006 : Formule BMW ADAC, 13e
- 2007 : Formule Renault 2.0 NEC, 2e (3 victoires)
  - Eurocup Formule Renault, 13e
- 2008 : Formule Renault 2.0 NEC, 3e (1 victoire)
  - Eurocup Formule Renault, 5e
- 2009 : Formule 2, 6e (2 victoires)
- 2010 : GP3 Series, avec l'écurie Mücke Motorsport